# Teràpia multimodal
La teràpia multimodal és l'enfocament psicoterapèutic d'orientació cognitivoconductual fundat per Arnold A. Lazarus, basada en la concepció dels humans com a éssers biològics que pensen, senten, actuen, perceben, imaginen i interactuen; i per això cadascuna d'aquestes «modalitats» s'ha d'abordar en tractament psicològic.

## Desenvolupament
El 1958, Arnold Lazarus fou el primer a introduir els termes «teràpia de conducta» i «terapeuta de conducta» en la psicologia. A la dècada dels 1970 comença a desenvolupar la teràpia multimodal, que s'origina en el context de la teràpia de capteniment i, més tard, en el marc de la teràpia cognitivoconductual. Va començar amb la inclusió de tractaments més enllà dels tradicionals del conductisme, amb la visió que perquè una teràpia siga eficaç ha d'incloure totes les tècniques empíricament provades independentment del seu origen, a més d'adaptar el tractament a les característiques individuals. Aquesta postura provocà la ruptura de Lazarus amb el seu company i amic Joseph Wolpe, que no estava d'acord a incloure tècniques alienes a la teràpia conductual.

## Supòsits bàsics
Igual que altres teràpies cognitivoconductuals, la multimodal se'n desenvolupa sobre una conversa dinàmica amb el pacient; en aquesta es, s'utilitzen tècniques eclèctiques que s'ajusten a les necessitats particulars de cada persona. Aquesta adequació es fa a partir de l'avaluació (amb el qüestionari multimodal sobre la història de vida) d'algunes dimensions o «modalitats» que interactuen entre si, com són la cognició, l'afecte, el cos, les relacions interpersonals i la conducta. L'anàlisi funcional permet centrar-se en els conflictes més significatius.
Cal destacar que l'eclecticisme de la teràpia multimodal és un «eclecticisme tècnic»: això vol dir que s'hi poden emprar tècniques de quasi qualsevol sistema psicoterapèutic relacionat però sense la necessitat d'integrar-ne la teoria. Sobre aquest enfocament, Lazarus afirma:
 
[…] si bé un científic no ha de ser eclèctic, un clínic no se n'ha de permetre el luxe de no ser-ho.
Lazarus (1981, citat per Franks, 1991; al seu torn, citat per Díaz Cruz, 2001).
Igual que la teràpia racional emotiva conductual d'Albert Ellis o la teràpia cognitivoconductual d'Aaron T. Beck, la teràpia multimodal inclou mètodes variats (propis o adoptats) de diferents tècniques cognitives, emotives i de capteniment per tractar els conflictes que puga tenir el pacient.

### Dimensions interactives
L'avaluació i tractament multimodal consta de set dimensions interactives i recíprocament influents de la personalitat:
- conducta
- afecte
- sensació
- imatgeria
- cognició
- relació interpersonal
- drogues i biologia

## Eficàcia
El mateix Lazarus, basant-se en alguns estudis, considerava l'eficàcia de la teràpia multimodal era del 75%, superant així altres psicoteràpies.